# Rote-Augen-Effekt

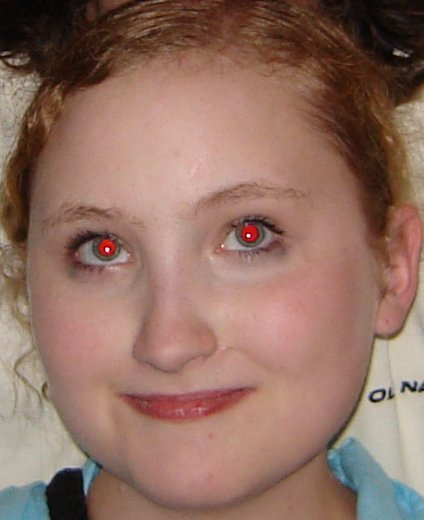
Der Rote-Augen-Effekt beim Menschen

Mit Rote-Augen-Effekt oder Rotaugeneffekt bezeichnet man das Auftreten von roten Pupillen bei Bildern von Lebewesen, die mit Blitzlicht fotografiert wurden.

## Ursache

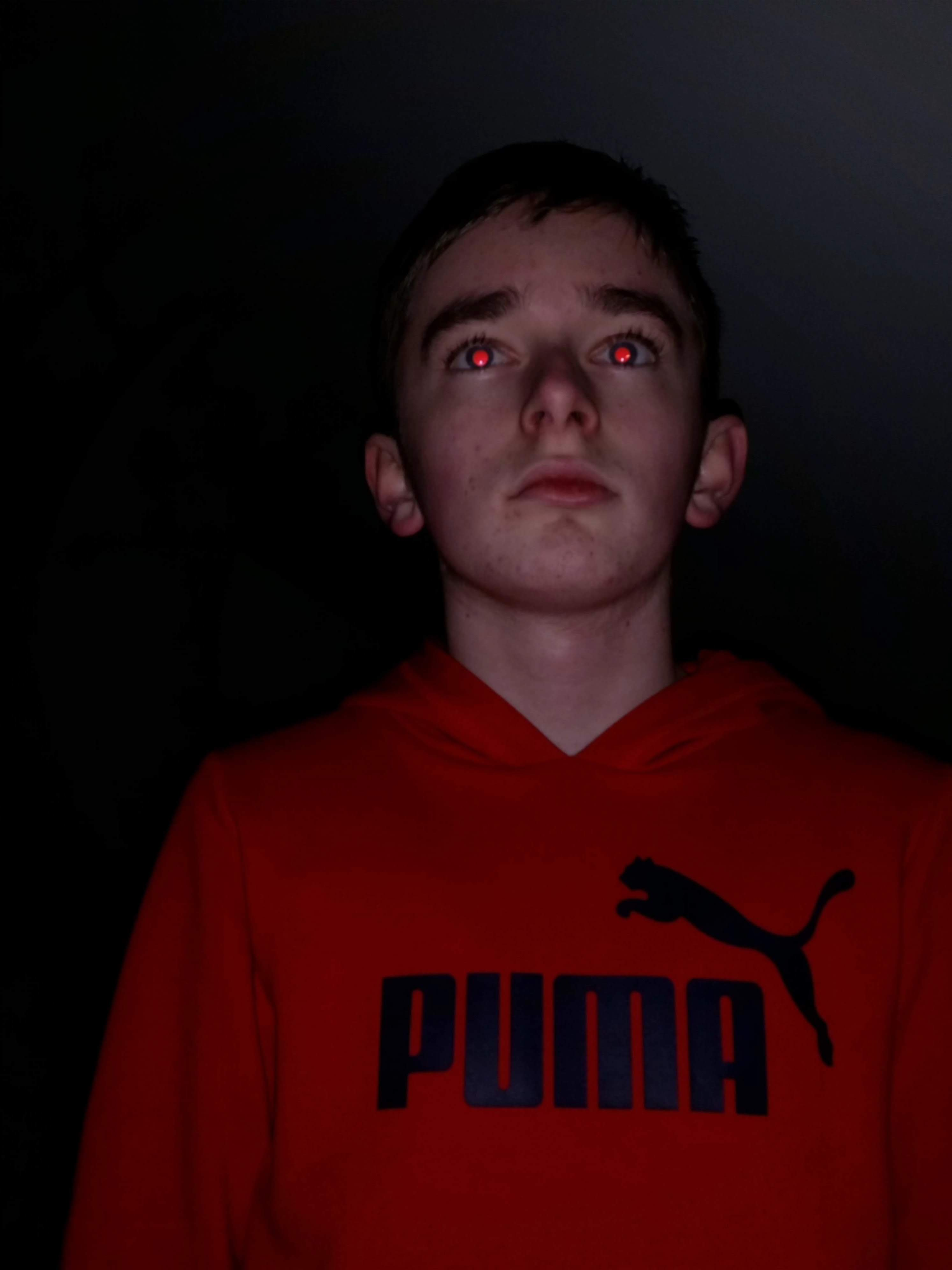
Der Rote-Augen-Effekt bei Jungen

Der Effekt tritt dann auf, wenn das Blitzgerät fast achsengleich mit dem  Objektiv montiert ist, sich also in Nähe der optischen Achse befindet. Er wird durch die Reflexion des Blitzes durch die stark durchblutete, rote Netzhaut des Auges hervorgerufen. Wenn die Person direkt in das Objektiv blickt, ist der Effekt besonders hervorstechend, tritt aber allgemein immer dann auf, wenn das an der Netzhaut reflektierte Blitzlicht in gerader Linie ins Objektiv zurückfällt.

## Vermeidung
Der Effekt kann mit Hilfe verschiedener Blitzmethoden beeinflusst werden. Abhilfe schafft es, das Blitzgerät möglichst weit aus der optischen Achse heraus zu bewegen. Das ermöglicht beispielsweise die Verwendung eines seitlich neben dem Fotoapparat angebrachten Stabblitzes oder Techniken wie der entfesselte Blitz, bei denen die Blitzgeräte frei im Raum platziert werden; nachteilig sind hierbei vergrößerte Schlagschatten. Alternativ kann der Blitz auch „umgelenkt“ werden, so dass er nicht direkt auf das Auge des Fotomotivs fällt. Das erreicht man beispielsweise, indem man den Blitz gegen die Decke dreht. Eine weitere Möglichkeit, mehr Licht dem Objekt bzw. der Person zuführen, ist das Benutzen von weiteren Lichtquellen.
Das Problem tritt in der professionellen Blitzlichtfotografie oder bei Verwendung einer Studioblitzanlage normalerweise nicht auf, da hier die Lichtquellen in der Regel weit entfernt von der optischen Achse platziert werden. In der Amateurfotografie ist der Effekt dagegen häufiger, etwa bei Verwendung des eingebauten Mini-Blitzgeräts einer Kompaktkamera oder beim Aufstecken eines Kompaktblitzgeräts auf den Blitzschuh einer Kamera.
Moderne Kameras und Blitzgeräte versuchen häufig, den Rote-Augen-Effekt durch einen Vorblitz zu verringern. Durch diesen wird die Pupillenöffnung des Auges verkleinert und die Reflexion des Blitzlichtes auf der Netzhaut verringert. Die verkleinerte Pupille ist jedoch im Interesse der Erzielung eines ansprechenden Porträts unerwünscht, da aus der Verhaltensbiologie und der Wahrnehmungspsychologie bekannt ist, dass Bilder von Menschen mit kleinen Pupillen als weniger sympathisch und freundlich wahrgenommen werden. Ein Vorblitz kann rote Augen nur dann wirksam verhindern, wenn die Person nicht direkt in das Objektiv oder auf den Blitz blickt.

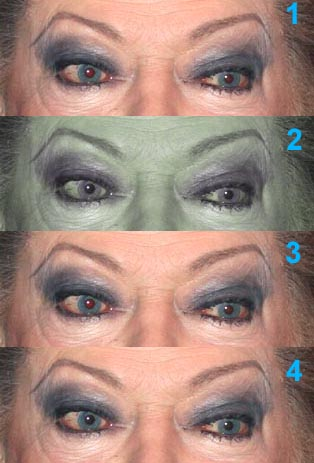
Digitale Nachbearbeitung

## Beseitigung des Rote-Augen-Effekts
Bei der Bildbearbeitung kann sowohl im Fotolabor durch Abdunkeln als auch durch Hilfsmittel der digitalen Bildbearbeitung der Rotaugeneffekt relativ unkompliziert umgefärbt werden.
Die Abbildung demonstriert vier Phasen einer Bearbeitung mit Photoshop: 
1. Auf der Abbildung ist zuoberst das Originalbild zu sehen.
2. Eine neue Einstellungsebene wird über dem Ausgangsbild erstellt. Als Einstellungsart wird der Kanalmixer gewählt, mit dem die Farbkanäle wie folgt eingestellt werden: Rotkanal=0 %, Grünkanal=50 %, Blaukanal=50 %.
3. Bild drei zeigt die Wirkung einer in die Einstellungsebene eingelegten schwarz gefüllten Ebenenmaske: Der Effekt der Einstellungsebene ist wegmaskiert, damit entspricht dieses Bild dem ersten.
4. Bei Bild vier wurde die Pupille, wie sie in der Einstellungsebene aussieht, freigelegt, indem sie in der Ebenenmaske mit dem Pinselwerkzeug weiß übermalt wurde. (Weiße Bereiche in der Ebenenmaske machen die ihnen entsprechenden Teile der Ebene voll sichtbar.)

## Anmerkung
Tritt vor allem bei einem Neugeborenen, Baby oder Kleinkind der Rote-Augen-Effekt ein- oder beidseits nicht auf, sondern ist stattdessen eine weiß leuchtende Pupille zu sehen, kann das ein Hinweis auf das Vorliegen eines Retinoblastoms (ein bösartiger Augentumor) oder eines Grauen Stars des Neugeborenen sein. Nur durch ein schnelles Handeln bleibt dann eine Chance auf Erhalt der Sehfähigkeit des betroffenen Auges.

## Tiere

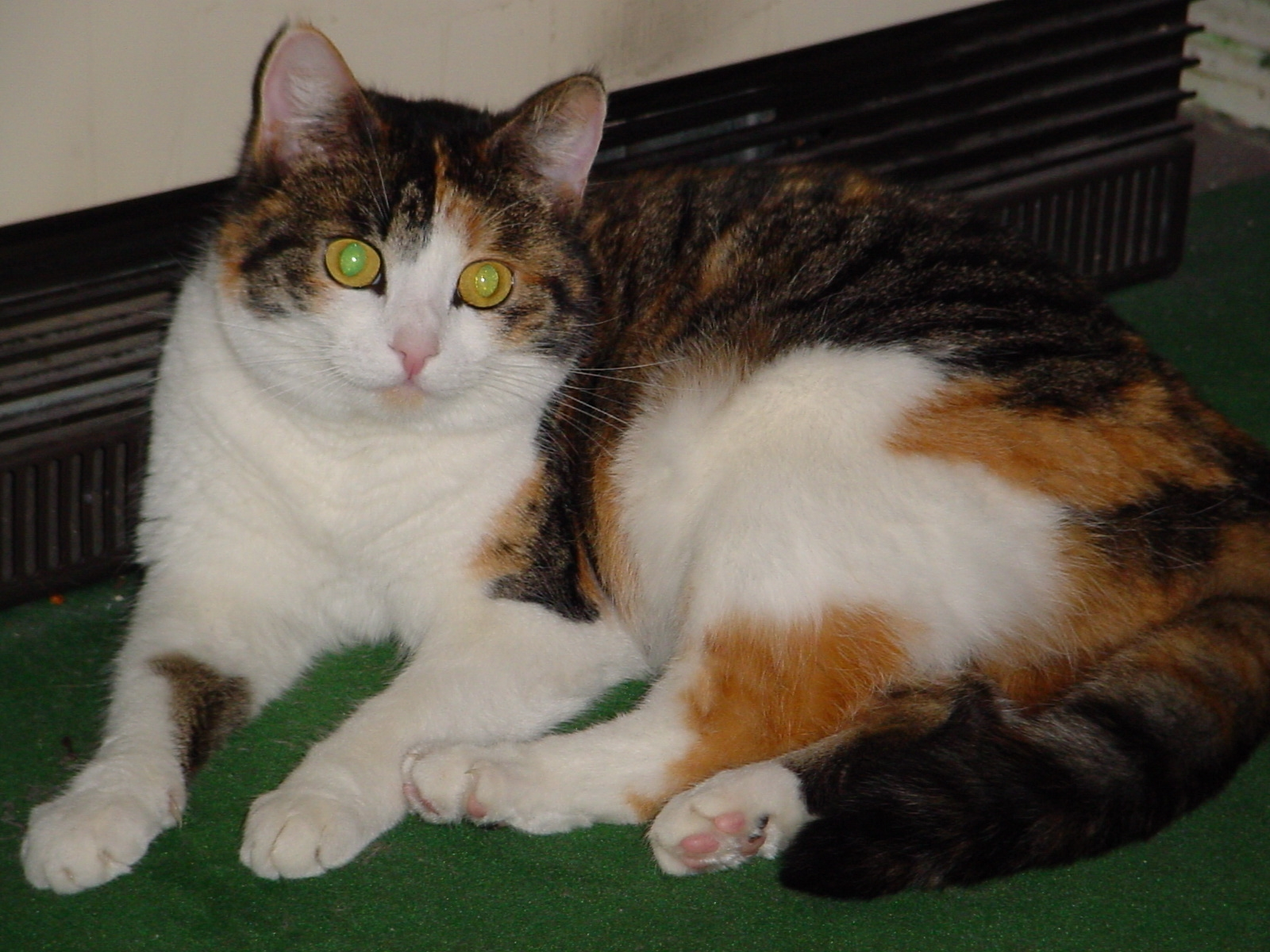
Der „Rote-Augen-Effekt“ kann bei Katzen verschiedene Farben annehmen, z. B. grün.

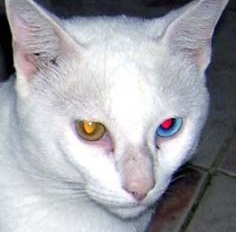
Der Effekt mit zwei unterschiedlichen Farben.

Bei einer Reihe von Tierarten tritt ein ähnlicher Effekt auf. Bei Tieren, die in der Dunkelheit gut sehen müssen, befindet sich hinter der Netzhaut des Auges das Tapetum lucidum, das eintreffendes Licht reflektiert damit dies auf dem Rückweg eine zweite Chance hat, in den Sehzellen einen Nervenimpuls auszulösen. Das restliche Licht tritt durch die Pupille wieder aus und führt zu stark leuchtenden Augen. Besonders bekannt ist das Phänomen von Katzen, deshalb werden Lichtreflektoren auch Katzenaugen genannt.